# Bando
Bando er en myanmarisk kampkunst, også kaldet burmesisk boksning. Det ligner thaiboxing. Slag er med åbne håndflader. Kampformen har også våben. Der fokuseres på nærkamp.
Oprindelsen er usikker, men Tibet, Thailand og Kina er oplagte kilder til den myanmariske kampkunst. Udviklingen er således foregået i 1500-1800-tallet, hvor Burma udkæmpede krige med Thailand.
I dag er Bando ikke særlig udbredt.